# Хабінський Аркадій Семенович
Аркадій Семенович (Ізраілевич) Хабінський (7 листопада 1928, Іванків — 16 січня 2022) — український радянський будівельник, реставратор, інженер-механік.

## Біографія

Могила Аркадія Хабінського, Байкове кладовище

Народився 7 листопада 1928 в селі Іванкові (тепер селище міського типу Київської області, Україна). З 1954 року працював слюсарем Українського спеціального науково-виробничого управління в Держбуді УРСР.
1961 року закінчив механічний факультет Українського поліграфічного інституту імені Івана Федорова. З 1964 року — головний інженер Українського спеціального науково-виробничого управління; з 1991 року — в Українській спеціальній науково-реставраційній проектно-будівельній виробничій корпорації «Укрреставрація».
Помер на 94-му році життя 16 січня 2022 року. Похований разом з дружиною на Байковому кладовищі (ділянка № 33, 50°25′3.45″ пн. ш. 30°30′7.55″ сх. д. / 50.4176250° пн. ш. 30.5020972° сх. д.).

## Діяльність
З його участю реставровано понад 130 пам'яток і введено в дію такі об'єкти:
- Національний заповідник «Софія Київська»;
- Києво-Печерський заповідник;
- Будинок органної музики;
- Маріїнський палац;
- Київський, Одеський і Львівський театри опери та балету;
- музей Тараса Шевченка у Києві;

Відтворено:
- дзвіницю Михайлівського Золотоверхого собору;
- Національну філармонію;
- церкву Успіння Богородиці Пирогощі.

Під його керівництвом збудовано:
- палац культури «Україна»;
- сходи на Замкову гору;
- пам'ятник жертвам репресій в селищі Биківні.

## Відзнаки
- Лауреат Державної премії УРСР імені Т. Г. Шевченка (за 1985 рік; разом з А. Яворським, В. Глибченком, І. Іваненко, Л. Новиковим, В. Шклярем, Є. Куликовим за реставрацію пам'ятки архітектури XVIII століття — Маріїнського палацу в Києві)[1].
- Заслужений будівельник УРСР з 1989 року.